# Liste der Bände der Abenteuer Geschichte

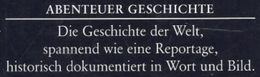
Logo der Abenteuer Geschichte

Dies ist eine Liste der Bände der Abenteuer Geschichte. Abenteuer Geschichte ist eine bilderreich gemachte Reihe aus Geschichte, Archäologie, Kultur, Kunst, Religion, Wissenschaft, et cetera. Sie wird vom Ravensburger Buchverlag herausgegeben und erscheint seit 1990. Der Verlag hat die Reihe vom französischen Verlag Éditions Gallimard (Reihe Découvertes Gallimard) in Paris übernommen. Die 51 Bände der Reihe erschienen bis 1995.

## Inhaltsübersicht
| №  | Deutscher Titel                                                    | Originaltitel                                          | Autor                                  | Übersetzer                         | ISBN               |
| -- | ------------------------------------------------------------------ | ------------------------------------------------------ | -------------------------------------- | ---------------------------------- | ------------------ |
| 01 | Ägypten – Entdeckung einer alten Welt                              | À la recherche de l’Égypte oubliée                     | Jean Vercoutter                        | Barbara Sulzer                     | ISBN 9783473510016 |
| 02 | Amazonas, der sterbende Riese                                      | L’Amazone, un géant blessé                             | Alain Gheerbrant                       | Martin Sulzer                      | ISBN 9783473510023 |
| 03 | Mohammed, die Stimme Allahs                                        | Mahomet, la parole d’Allah                             | Anne-Marie Delcambre                   | Jochen Budde                       | ISBN 9783473510030 |
| 04 | Die Wikinger                                                       | Les Vikings, rois des mers                             | Yves Cohat                             | Andreas Hassler                    | ISBN 9783473510047 |
| 05 | Die Pole – Expeditionen ins ewige Eis                              | Le grand défi des pôles                                | Bertrand Imbert                        | Regina Schmidt-Ott                 | ISBN 9783473510054 |
| 06 | Sklavenhandel                                                      | Esclaves et négriers                                   | Jean Meyer                             | Bettina Wiengarn                   | ISBN 9783473510061 |
| 07 | Leben und Tod der Wale                                             | Vie et mort des baleines                               | Yves Cohat                             | Fabian Sulzer                      | ISBN 9783473510078 |
| 08 | Galileo Galilei – Und sie bewegt sich doch!                        | Galilée : Le messager des étoiles                      | Jean-Pierre Maury                      | Annette Fiebig                     | ISBN 9783473510085 |
| 09 | Indianerland!                                                      | La terre des Peaux-Rouges                              | Philippe Jacquin                       | Michael Meppiel                    | ISBN 9783473510092 |
| 10 | Versunkene Städte der Maya                                         | Les cités perdues des Mayas                            | Claude-François Baudez, Sydney Picasso | Christian und Regina Kuhn-Régnier  | ISBN 9783473510108 |
| 11 | Alexander, Eroberer der Welt                                       | De la Grèce à l’Orient : Alexandre le Grand            | Pierre Briant                          | Ingeborg Kuhn-Régnier              | ISBN 9783473510115 |
| 12 | Goldrausch                                                         | La fièvre de l’or                                      | Michel Le Bris                         | Hanne Bauerschmidt und Lore Freund | ISBN 9783473510122 |
| 13 | Vincent van Gogh – Das Licht der Farben                            | Van Gogh : Le soleil en face                           | Pascal Bonafoux                        | Annette Fiebig                     | ISBN 9783473510139 |
| 14 | Die Entdeckung der Südsee – Auf der Suche nach der terra australis | Sur des mers inconnues : Bougainville, Cook, Lapérouse | Étienne Taillemite                     | Barbara Delcker-Wirth              | ISBN 9783473510146 |
| 15 | Fossilien – Zeugen der Urzeit                                      | Les fossiles, empreinte des mondes disparus            | Yvette Gayrard-Valy                    | Barbara Becker                     | ISBN 9783473510153 |
| 16 | Der Himmel – Ordnung und Chaos der Welt                            | Le ciel, ordre et désordre                             | Jean-Pierre Verdet                     | Urs und Justus Schmidt-Ott         | ISBN 9783473510160 |
| 17 | Venedig und die Galeeren                                           | Gloire et misère des galères                           | René Burlet, André Zysberg             | Hans Poser                         | ISBN 9783473510177 |
| 18 | Die Geschichte der Schrift                                         | L’écriture, mémoire des hommes                         | Georges Jean                           | Traudl May                         | ISBN 9783473510184 |
| 19 | Mozart – Amadeus: von Gott geliebt                                 | Mozart : Aimé des dieux                                | Michel Parouty, Johannes Jansen        | Johannes Jansen?                   | ISBN 9783473510191 |
| 20 | Pompeji, die eingeäscherte Stadt                                   | Pompéi : La cité ensevelie                             | Robert Étienne                         | Annette Fiebig und Martin Sulzer   | ISBN 9783473420292 |
| 21 | Hexensabbat                                                        | Les sorcières, fiancées de Satan                       | Jean-Michel Sallmann                   | Martine Kass                       | ISBN 9783473510214 |
| 22 | Richard Wagner – Das Drama der Musik                               | Richard Wagner : L’opéra de la fin du monde            | Gottfried Rossenfreund                 | Matthias Henke                     | ISBN 9783473510221 |
| 23 | Gandhi – Der gewaltlose Widerstand                                 | Gandhi : Athlète de la liberté                         | Catherine Clément                      | Regina Schmidt-Ott                 | ISBN 9783473510238 |
| 24 | Goya – Höfling und Rebell                                          | Goya d’or et de sang                                   | Jeannine Baticle                       | Annette Fiebig                     | ISBN 9783473510245 |
| 25 | Steinzeitmenschen – Vom Nomaden zum Bauern                         | Au Néolithique : Les premiers paysans du monde         | Catherine Louboutin                    | Traudl May                         | ISBN 9783473510252 |
| 26 | Christoph Columbus                                                 | Christophe Colomb : Amiral de la mer Océane            | Michel Lequenne                        | Martin Sulzer                      | ISBN 9783473510269 |
| 27 | Rom – Wiederentdeckung einer antiken Stadt                         | À la recherche de la Rome antique                      | Claude Moatti                          | Annette Fiebig                     | ISBN 9783473510276 |
| 28 | Die Azteken – Kurze Blüte einer Hochkultur                         | Le destin brisé de l’empire aztèque                    | Serge Gruzinski                        | Bettina Wiengarn                   | ISBN 9783473510283 |
| 29 | Johann Sebastian Bach – Musik zur Ehre Gottes                      | Magnificat : Jean-Sébastien Bach, le cantor            | Paule du Bouchet                       | Karl Böhmer                        | ISBN 9783473510290 |
| 30 | Marco Polo und die Seidenstraße                                    | Marco Polo et la Route de la Soie                      | Jean-Pierre Drège                      | Eva Sulzer                         | ISBN 9783473510306 |
| 31 | Griechenland – Die Wiederentdeckung der Antike                     | La Grèce antique : Archéologie d’une découverte        | Roland Étienne, Françoise Étienne      | Eva Sulzer                         | ISBN 9783473510313 |
| 32 | Vulkane, Feuer der Erde                                            | Les feux de la terre : Histoires de volcans            | Maurice Krafft                         | Jörg Keller                        | ISBN 9783473510320 |
| 33 | Die Kreuzritter                                                    | L’Orient des Croisades                                 | Georges Tate                           | Patrick Brauns                     | ISBN 9783473510337 |
| 34 | Das Gold der Inka                                                  | Les Incas : Peuple du Soleil                           | Carmen Bernand                         | Ulrich Schneider                   | ISBN 9783473510344 |
| 35 | Rembrandt – Das Helle im Dunkel                                    | Rembrandt : Le clair, l’obscur                         | Pascal Bonafoux                        | Beatrice Meidow                    | ISBN 9783473510351 |
| 36 | Byzanz – Früher Glanz von Istanbul                                 | Tout l’or de Byzance                                   | Michel Kaplan                          | Johanna Enzler                     | ISBN 9783473510368 |
| 37 | Toulouse-Lautrec                                                   | Toulouse-Lautrec : Les lumières de la nuit             | Claire Frèches, José Frèches           | Beatrice Meidow                    | ISBN 9783473510375 |
| 38 | Elefanten – Götterboten und Gejagte                                | Les Éléphants, piliers du monde                        | Robert Delort                          | Dorothea Wolf                      | ISBN 9783473510382 |
| 39 | Die Geburt des Universums                                          | Le destin de l’univers : Le big bang, et après         | Trịnh Xuân Thuận                       | Walburga Christine Sarcher         | ISBN 9783473510399 |
| 40 | Auf der Suche nach den Quellen des Nils                            | L’Afrique des explorateurs : Vers les sources du Nil   | Anne Hugon                             | Ingrid Stübinger                   | ISBN 9783473510405 |
| 41 | Shakespeare                                                        | Shakespeare : Comme il vous plaira                     | François Laroque                       | Johanna Enzler                     | ISBN 9783473510412 |
| 42 | Die Etrusker – Pioniere Europas                                    | Les Étrusques : La fin d’un mystère ?                  | Jean-Paul Thuillier                    | Walburga Christine Sarcher         | ISBN 9783473510429 |
| 43 | Picasso                                                            | Picasso : Le sage et le fou                            | Marie-Laure Bernadac, Paule du Bouchet | Anne-Beatrice Meidow               | ISBN 9783473510436 |
| 44 | Die Sprache der Zeichen                                            | Langage de signes : L’écriture et son double           | Georges Jean                           | Beatrice von Meidow                | ISBN 9783473510443 |
| 45 | Die Kelten                                                         | L’Europe des Celtes                                    | Christiane Éluère                      | Christoph Roden                    | ISBN 9783473510450 |
| 46 | Die wilden Jahre des Rock ’n’ Roll                                 | L’âge du rock                                          | Alain Dister                           | Claudia Bork                       | ISBN 9783473510467 |
| 47 | Karthago                                                           | La légende de Carthage                                 | Azedine Beschaouch                     | Silvia Lindner                     | ISBN 9783473510474 |
| 48 | Buddha – Legende eines Auserwählten                                | La sagesse du Bouddha                                  | Jean Boisselier                        | Sylvia Lindner                     | ISBN 9783473510481 |
| 49 | Einstein – die Leidenschaft des Denkens                            | Einstein : La joie de la pensée                        | Françoise Balibar                      | Walburga Christine Sarcher         | ISBN 9783473510498 |
| 50 | Kleopatra – Leben und Tod einer Herrscherin                        | Cléopâtre, vie et mort d’un pharaon                    | Edith Flamarion                        | Véronique Berteaux                 | ISBN 9783473510504 |
| 51 | Pioniere des Kinos                                                 | Cinématographe, invention du siècle                    | Emmanuelle Toulet                      | Anne-Beatrice Meidow               | ISBN 9783473510511 |

## Boxset
- „Die Wiederentdeckung der Alten Welt“ – gebundene Ausgabe, 5 Bände in einer Box enthält Ägypten (Bd. 1), Griechenland (Bd. 31), Rom (Bd. 27), Pompeji (Bd. 20) und Byzanz (Bd. 36).